# Göldenitz
Göldenitz ist eine Gemeinde im Kreis Herzogtum Lauenburg in Schleswig-Holstein. Hudeberg liegt im Gemeindegebiet.

## Geschichte
Das Dorf wurde im Ratzeburger Zehntregister von 1230 zum ersten Mal urkundlich erwähnt. Seit 1889 gehört die Gemeinde zum Amtsbezirk bzw. Amt Berkenthin. Mit Wirkung ab 1. Oktober 1938 wurde Göldenitz mit den bis dahin ebenfalls noch selbständigen Gemeinden Groß Berkenthin, Klein Berkenthin, Kählstorf und Hollenbek zur Gemeinde Berkenthin zusammengeschlossen. Ab 1. April 1951 erhielt das Dorf seine Selbstständigkeit als Gemeinde zurück.

## Politik

### Gemeindevertretung
Bei der Kommunalwahl am 14. Mai 2023 wurden insgesamt neun Sitze vergeben. Von diesen erhielt die CDU sechs Sitze und die Allgemeine Freie Wählergemeinschaft Göldenitz drei Sitze.

### Wappen
Blasonierung: „In Silber eine eingebogene grüne Spitze, die vorn von einem grünen Ahornblatt und hinten von einem grünen Mühlrad begleitet sowie unten von einer silbernen Skulptur ‚Der Sämann‘ belegt ist.“

## Wirtschaft
Mit einem Gewerbesteuerhebesatz von 305 % ist Göldenitz eine der steuerlich attraktivsten Gemeinden Deutschlands. Im Jahr 2022 erzielte Göldenitz Einnahmen aus der Gewerbesteuer in Höhe von 109 TEUR.